# Żmudcze
Żmudcze (ukr. Жмудче) – wieś na Ukrainie, w obwodzie wołyńskim, w rejonie kowelskim. W 2024 roku liczyła 224 mieszkańców.